# VfL Engelskirchen
VfL Engelskirchen är tysk idrottsförening i Engelskirchen mest berömd för sin damhandbollssektion som spelat i Bundesliga 1979 till 1989.

## Historia
Engelskirchen gymnastikklubb (TV) grundades den 24 juni 1883. Sommaren 1913 grundade tre unga män fotbollsklubben FC Engelskirchen. 1919, som ett resultat av att nya sporter tillkom, döptes FC Engelskirchen om till Spiel- und Sportverein (SSV) Engelskirchen 1913. Sammanslagningen 1937 kom till på grund av politiska påtryckningar, men under det nya klubbnamnet VfL Engelskirchen 1883/1913 e.V. VfL Engelskirchen har fortsatt att utvecklas som förening. År 2008 hade föreningen 1 300 medlemmar i tio sektioner. Av medlemmarna var cirka hälften barn och ungdomar.

## Handboll i VfL Engelskirchen
1979 flyttades klubben upp till Bundesliga. Första säsongen, 1979/1980, nådde man semifinal i tyska mästerskapet som tvåa i norra Bundesliga, men slogs sedan ut av TSV GutsMuths Berlin  med resultaten 11:13, 12:12. Två år senare nådde  klubben finalen. I Aachen vann Bayer Leverkusen med 23:12. 1985/86, det första året som Bundesliga spelades med en grundserie, vann klubben sitt andra silver. VfL Engelskirchen tog andraplatsen i serien bakom Bayer Leverkusen  på 33 poäng mot 28 för Engelskirchen. 
I tyska cupen 1985 kom de också tvåa. De vann första matchen mot Bayer Leverkusen med 22:18, men förlorade returen med 17:25. 1986 vann klubben cupen genom bortaseger med 19:13 och hemmaseger med 17:16 och besegrade därmed Leverkusen. 1988 vann man åter cupen efter hemmaseger med 13:12 och 20:17 seger i Leverkusen. Det blev även en andraplats internationellt i den europeiska cupvinnarcupen: 1986 förlorade Engelskirchen de två finalerna mot den jugoslaviske klubben RK Radnički Belgrad.
Slutet för klubbens storhetstid kom 1989. VfL Engelskirchen tvingades att dra sig ur Bundesliga av ekonomiska skäl och flyttades ner till distriktsligan. Dessutom hade ungdomsarbetet i klubben eftersatts genom åren. Till skillnad från handbollssektionen i VfL Engelskirchen var handbollssektionen i ASC Loope fortfarande välmående. Efter svåra förhandlingar undertecknades ett grundavtal för att bilda en gemensam handbollssektion SG Engelskirchen-Loope den 8 maj 1991, Sammanslagningen godkändes av mellersta Rhens handbollsförbund. Från 1993 till 1995 spelade klubben i regionala västra ligan. Säsongen 2007/08 kom SG Engelskirchen-Loope på andra platsen i distriktsliga med 26:6 poäng (26 vunna 6 förlorade poäng).

## Bundesliga placeringar översikt
| Säsong    | Serie           | Placering | Spelade | Mål     | Målskillnas | Poäng/ vunna/förlorade |
| --------- | --------------- | --------- | ------- | ------- | ----------- | ---------------------- |
| 1979/1980 | Bundesliga Nord | 2         | 18      | 289:245 | +44         | 28:8                   |
| 1980/1981 | Bundesliga Nord | 3         | 18      | 298:231 | +67         | 28:8                   |
| 1981/1982 | Bundesliga Nord | 2         | 18      | 329:245 | +84         | 29:7                   |
| 1982/1983 | Bundesliga Nord | 3         | 18      | 399:275 | +124        | 30:6                   |
| 1983/1984 | Bundesliga Nord | 4         | 16      | 322:281 | +41         | 18:14                  |
| 1984/1985 | Bundesliga Nord | 3         | 18      | 384:309 | +75         | 26:10                  |
| 1985/1986 | Bundesliga      | 2         | 18      | 406:313 | +93         | 28:8                   |
| 1986/1987 | Bundesliga      | 3         | 18      | 449:330 | +119        | 27:9                   |
| 1987/1988 | Bundesliga      | 3         | 18      | 394:323 | +71         | 27:9                   |
| 1988/1989 | Bundesliga      | 6         | 18      | 319:388 | −69         | 13:23                  |

## Meriter
- Vinnare av tyska cupen 1986 och 1988
- Final i tyska mästerskapet  1982 och 1986
- Final i Cupvinnarcupen i handboll 1986 spelare

## Kända spelare
- Eike Bram
- Corinna Kunze
- Dagmar Stelberg
- Kerstin Jönßon
- Petra Platen
- Michaela Erler